# Le Samyn 2022
Le Samyn 2022 fou la 54a edició de la cursa ciclista Le Samyn. Es va disputar l'1 de març de 2022 sobre un recorregut de 209 km. La cursa formava par del calendari UCI Europa Tour 2022 amb una categoria 1.1.
El vencedor final fou l'italià Matteo Trentin (UAE Team Emirates), que s'imposà a l'esprint en l'arribada a Dour a Hugo Hofstetter (Arkéa-Samsic) i Dries De Bondt (Alpecin-Fenix), segon i tercer respectivament.

## Equips
Vint-i-cinc equips prenen part en la cursa: onze WorldTeams, vuit UCI ProTeams i sis equips continentals:
| WorldTeams (11)- AG2R Citroën Team - Bora-Hansgrohe - Cofidis - Intermarché-Wanty-Gobert Matériaux - Israel-Premier Tech - Jumbo-Visma - Lotto-Soudal - Quick-Step Alpha Vinyl - Team DSM - Trek-Segafredo - UAE Team Emirates ProTeams (8)- Alpecin-Fenix - B&B Hotels-KTM - Bingoal Pauwels Sauces WB - Human Powered Health - Sport Vlaanderen-Baloise - Arkéa-Samsic - TotalEnergies - Uno-X Pro Cycling Team Equips continentals (6)- BEAT Cycling - Groupama-FDJ Continental - Go Sport-Roubaix Lille Métropole - Leopard Pro Cycling - Minerva Cycling Team - Tarteletto-Isorex |
| |

## Classificació final
| \| Classificació general \| Classificació general \| Classificació general \| Classificació general \| Classificació general \| \| Corredor \| Corredor \| Equip \| Temps \| \| \| --------------------- \| --------------------- \| ---------------------------------- \| --------------------- \| --------------------- \| \| 1r \| Matteo Trentin \| UAE Team Emirates \| 4h 49' 29" \| \| \| 2n \| Hugo Hofstetter \| Arkéa-Samsic \| + 0" \| \| \| 3r \| Dries De Bondt \| Alpecin-Fenix \| + 0" \| \| \| 4t \| Stan Dewulf \| AG2R Citroën Team \| + 0" \| \| \| 5è \| Loïc Vliegen \| Intermarché-Wanty-Gobert Matériaux \| + 0" \| \| \| 6è \| Victor Campenaerts \| Lotto-Soudal \| + 0" \| \| \| 7è \| Dries Van Gestel \| TotalEnergies \| + 0" \| \| \| 8è \| Bert Van Lerberghe \| Quick-Step Alpha Vinyl \| + 0" \| \| \| 9è \| Rasmus Tiller \| Uno-X Pro Cycling Team \| + 4" \| \| \| 10è \| Arnaud De Lie \| Lotto-Soudal \| + 4" \| \| |                    |                                    |            |
| |                    |                                    |            |
| Font: ProCyclingStats |                    |                                    |            |
| Classificació general |                    |                                    |            |
| Corredor | Corredor           | Equip                              | Temps      |
| 1r | Matteo Trentin     | UAE Team Emirates                  | 4h 49' 29" |
| 2n | Hugo Hofstetter    | Arkéa-Samsic                       | + 0"       |
| 3r | Dries De Bondt     | Alpecin-Fenix                      | + 0"       |
| 4t | Stan Dewulf        | AG2R Citroën Team                  | + 0"       |
| 5è | Loïc Vliegen       | Intermarché-Wanty-Gobert Matériaux | + 0"       |
| 6è | Victor Campenaerts | Lotto-Soudal                       | + 0"       |
| 7è | Dries Van Gestel   | TotalEnergies                      | + 0"       |
| 8è | Bert Van Lerberghe | Quick-Step Alpha Vinyl             | + 0"       |
| 9è | Rasmus Tiller      | Uno-X Pro Cycling Team             | + 4"       |
| 10è | Arnaud De Lie      | Lotto-Soudal                       | + 4"       |